# Vincenzo Tommaso Pirattoni

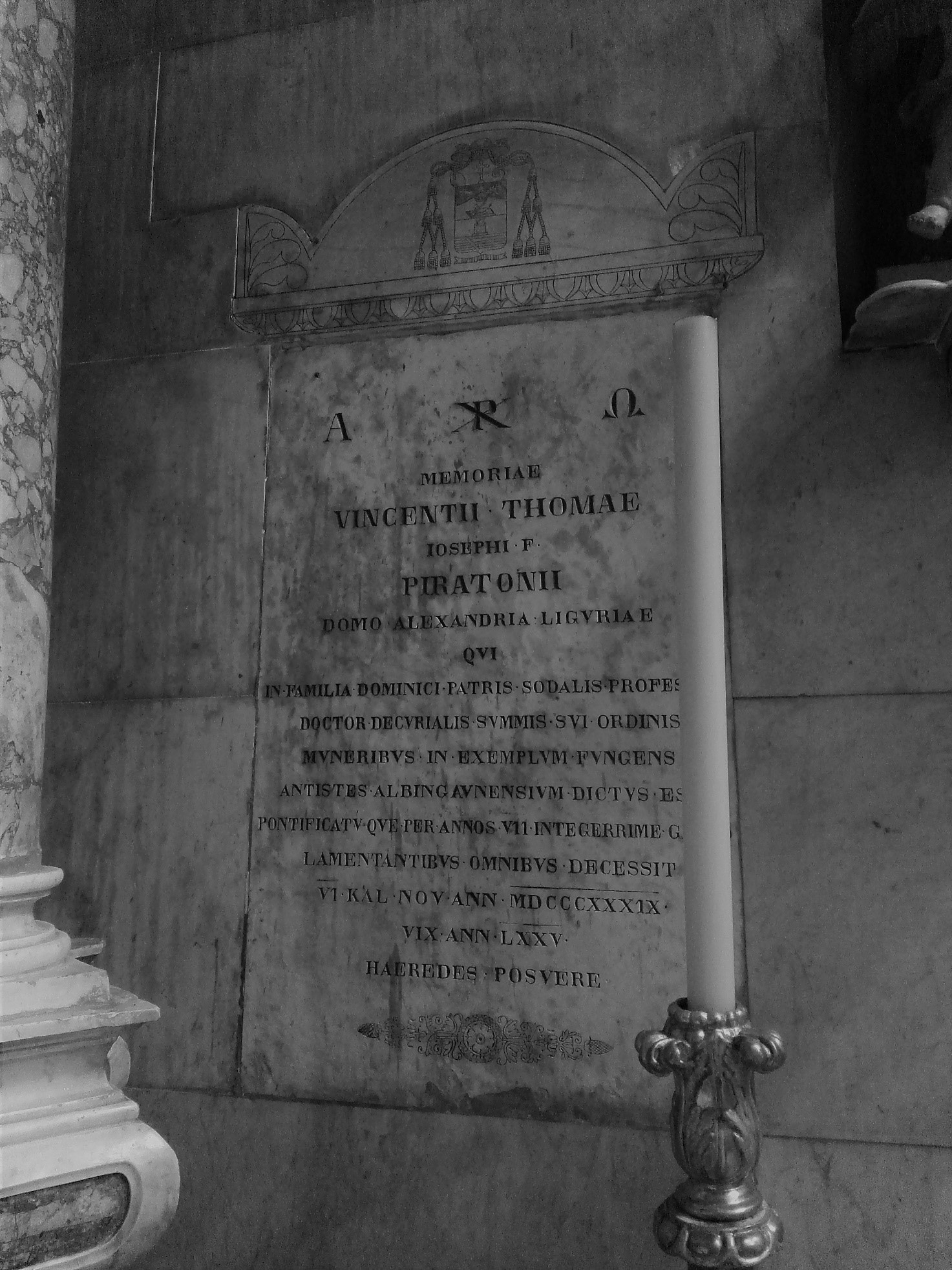
Lapide tombale di fra Vincenzo Tommaso Pirattoni. Cappella di N.S. del Rosario, cattedrale di Albenga (SV)

Vincenzo Tommaso Pirattoni (Alessandria, 6 marzo 1764 – Albenga, 25 ottobre 1839) è stato un vescovo cattolico italiano.

## Biografia
Nato ad Alessandria il 6 marzo 1764 da Giovanni Giuseppe, impresario edile originario di Bannio in Valle Anzasca, e da Maria Domenica Marzetti, nativa di Felizzano, venne battezzato con il nome di Giacomo Maria. Ebbe altri quattro fratelli: Filippo, avvocato e sindaco di Alessandria nel 1826; Giovanni Paolo (1755-1817), canonico e vicario capitolare di Alessandria; Vittorio Amedeo (1760-1834), priore generale dell'Ordine dei servi di Maria dal 1829 al 1834; e Domenico, maggiore di artiglieria dell'Armata Sarda.
Entrò nell'Ordine domenicano nel dicembre 1780 a Bosco Marengo, assumendo il nome di fra' Vincenzo Tommaso. Venne ordinato sacerdote a Bologna il 23 dicembre 1786. Ebbe il titolo di Lettore in Teologia nel 1787 e iniziò a insegnare in vari conventi della provincia di Lombardia. Fu eletto priore del convento di Piacenza nel 1802. Ricevette il titolo di Maestro degli studi in occasione del capitolo provinciale tenuto a Fermo nel 1806.
Dopo la parentesi del soppressioni napoleoniche, tornò in convento a Genova. Divenne confessore della regina di Sardegna Maria Cristina nel 1821. Vicario provinciale della provincia domenicana di Lombardia dal 1822, venne eletto priore provinciale della stessa nel capitolo tenutosi a Faenza il 7 maggio 1825. Essendo a capo della provincia di Lombardia (comprendente Lombardia, Marche, Liguria ed Emilia-Romagna), promosse la riapertura di vari conventi a essa appartenenti prima della soppressione napoleonica: Bologna, Pesaro, Gubbio, Cagli, Urbino, Recanati, Fano e Osimo. Cessò l'incarico nel 1828. Venne nominato priore provinciale della provincia domenicana di Piemonte nel settembre 1831.
Il 24 ottobre 1831 fu nominato vescovo di Albenga dal re di Sardegna Carlo Alberto, secondo le sue prerogative: ottenne la necessaria conferma pontificia da papa Gregorio XVI il 24 febbraio 1832. Venne consacrato vescovo nella chiesa dei Santi Domenico e Sisto di Roma il 26 febbraio dello stesso anno dal cardinale arcivescovo Luigi Lambruschini, co-consacranti il patriarca titolare di Antiochia Lorenzo Mattei e l'arcivescovo titolare di Trebisonda Antonio Piatti. In tale occasione, secondo l'abitudine del tempo gli fu dedicata una raccolta di composizioni poetiche che venne stampata.
Prese possesso della diocesi di Albenga il 5 maggio 1832. Durante il suo governò risanò le dissestate finanze della diocesi e riformò il curriculum di studi del seminario vescovile. Pur essendo affetto da idropisia e obesità patologica, compì la visita pastorale della sua diocesi, comprese le parrocchie poste sulle Alpi, da lui raggiunte a dorso di mulo. Durante la visita lasciò stupefatti i suoi ascoltatori per la capacità di discorrere fluentemente in dialetto ligure, fenomeno in parte spiegabile per il continuum dialettale con l'alessandrino.
Colpito da una malattia al sistema respiratorio, morì il 25 ottobre 1839. Fu tumulato nella cattedrale di Albenga.

## Gli scritti
- Epistola pastoralis ad clerum et popolum albiganensem, Salviucci, Roma, 1832;
- Al venerabile clero e dilettissimo popolo della città e diocesi, Albenga, 1838.

## Genealogia episcopale
La genealogia episcopale è:
- Cardinale Scipione Rebiba
- Cardinale Giulio Antonio Santori
- Cardinale Girolamo Bernerio, O.P.
- Arcivescovo Galeazzo Sanvitale
- Cardinale Ludovico Ludovisi
- Cardinale Luigi Caetani
- Cardinale Ulderico Carpegna
- Cardinale Paluzzo Paluzzi Altieri degli Albertoni
- Papa Benedetto XIII
- Papa Benedetto XIV
- Papa Clemente XIII
- Cardinale Marcantonio Colonna
- Cardinale Giacinto Sigismondo Gerdil, B.
- Cardinale Giulio Maria della Somaglia
- Cardinale Luigi Lambruschini, B.
- Vescovo Vincenzo Tommaso Pirattoni, O.P.